# Rick Wills
Pour les articles homonymes, voir Wills.

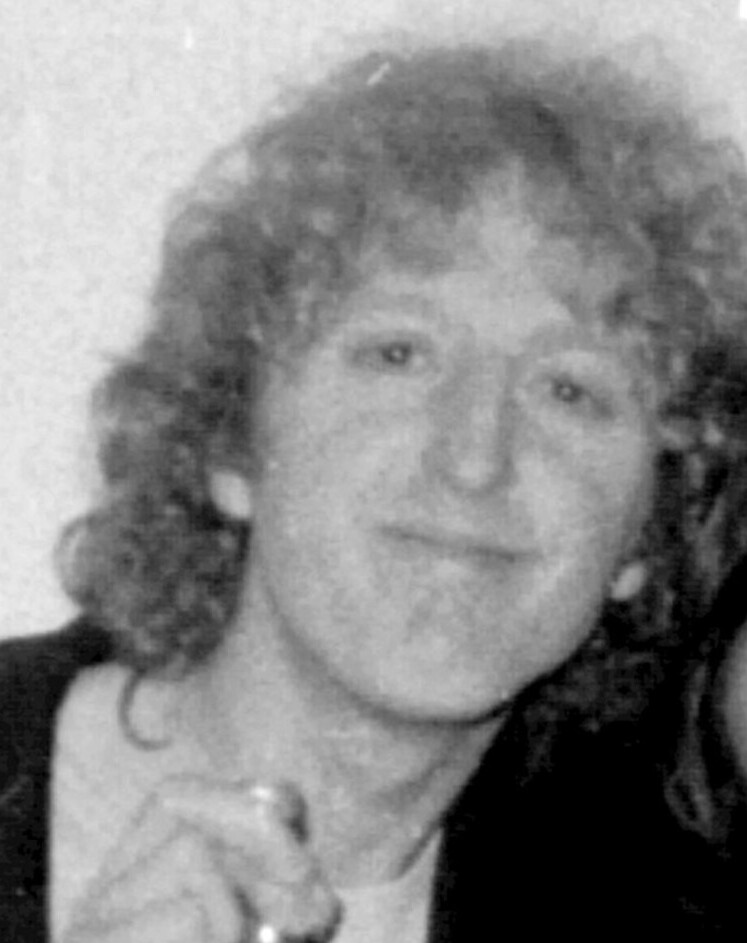
Rick Wills

Richard William Wills, dit Rick, est un bassiste rock britannique né à Londres le 5 décembre 1947. Il est reconnu pour avoir joué avec Peter Frampton, The Small Faces, David Gilmour et Foreigner.

## Biographie
Il commence sa carrière en 1961 à Cambridge alors qu'il joue avec des formations locales, The Vikings, The Sundowners et Soul Commitee. Puis il rejoint les Joker's Wild en 1966 avec David Gilmour à la guitare et au chant et John Willie Wilson à la batterie, jusqu'en 1967 lorsque Gilmour quitte pour se joindre à Pink Floyd. En 1970, Rick est avec Cochise et joue sur les trois premiers albums du groupe, où il retrouve le batteur John Willie Wilson. Ensuite, Rick joue sur les trois premiers albums solos de Peter Frampton qui vient de quitter Humble Pie. Par la suite, il se joint à Roxy Music en 1976 pour l'album Viva et joue la même année sur un album de l'ex-Soft Machine Kevin Ayers, Yes We Have No Mañanas (So Get Your Mañanas Today). Puis se joint à Steve Marriott qui vient de reformer les Small Faces en 1977 pour les 2 albums Playmates en 1977 et 78 in the shade en 1978, mais devant les faibles ventes, le groupe se sépare. L'année suivante, il retrouve David Gilmour sur son premier album solo éponyme, sur lequel il y a aussi l'ex-batteur des Jokers Wild, John Willie Wilson, il sera aussi de la tournée subséquente. Pendant les années 1980, il rejoint Foreigner avec lesquels il reste pendant 14 ans. Puis durant les années 1990 il joue avec Bad Company pour lesquels il remplace Boz Burrell, jusqu'au retour de ce dernier en 1998. Et en 1999, il prend brièvement la place de Leon Wilkeson au sein de Lynyrd Skynyrd, lorsque ce dernier éprouve des problèmes de santé. Le 24 avril 2001, il est apparu au Steve Marriott Memorial Concert, avec Bobby Tench, John Rabbitt Bundrick et Zak Starkey (le fils de Ringo Starr), afin de célébrer la musique du regretté Steve Marriott. Il se retrouve ensuite avec l'ex-batteur des Small Faces Kenney Jones dans le groupe The Jones Gang en 2006, puis avec The RD Crusaders pour la Fondation Contre le Cancer des Adolescents ou Teenage Cancer Trust au London International Music Show le 15 juin 2008. Finalement, le 12 janvier 2015, il rejoint sur scène le batteur Dennis Elliott avec Foreigner afin de jouer la pièce Hot Blooded.

## Discographie
Cochise
- Albums studio :
- Cochise (1970)
- Swallow Tales (1971)
- So Far (1972)

- Compilations :
- Past Loves (A History) (1992)
- Velvet Mountain: An Anthology 1970-1972 (2013) - Double Album

David Elliott
- David Elliott (Atlantic) (1972)

Peter Frampton
- Wind of change (A&M Records) (1972) - Rick basse sur 3 chansons
- Frampton's Camel – A&M (1972)
- Somethin's Happening – (A&M Records) (1974)
- When All The Pieces Fit (Atlantic) (1989) - Basse sur More Ways Than One

Roger Moon
- Nobody Knows My Name (Capitol Records) (1975) - Avec Peter Frampton, Mick Gallagher

Kevin Ayers
- Yes We Have No Mañanas (So Get Your Mañanas Today) (1976)
- Too Old To Die Young (1998)

Roxy Music
- Viva! – Atco (1976)
- Wild Weekend (1997)
- Song For Orpheum (2010)

Bryan Ferry
- Let's Stick Together (Island Records) (1976) - Avec David O'List, Chris Spedding, Morris Pert, Mel Collins, etc.

The Small Faces
- Playmates – Atlantic (1977)
- 78 in the Shade – Atlantic (1978)

David Gilmour
- David Gilmour – Harvest (1978)

Foreigner
- Albums studio :
- Head Games – Atlantic (1979)
- 4 – Atlantic (1981)
- Agent Provocateur – Atlantic (1984)
- Inside Information – Atlantic (1987)
- Unusual Heat – Atlantic (1991)

- Compilations :
- The Definitive (2002)
- The Essentials (2005)
- The Complete Atlantic Studio Albums 1977 - 1991 (2014) - Coffret 7 CD

Alexis Korner
- Get Off My Cloud (CBS) (1990)

Bad Company
- What You Hear Is What You Get: The Best of Bad Company – Atco (1993)
- Company of Strangers – Elektra(1995)
- Stories Told & Untold – Elektra (1997)

Various artists
- Killers On The Loose Again - A Tribute To Thin Lizzy (2000) - Rick basse sur Don't Believe A Word

Duster Bennett
- Shady Little Baby - Volume 3 Unreleased & Rare Recordings 1965 -1974 (2000) - Rick basse sur 2 chansons

Various Artists
- Snakebites - A Tribute To Whitesnake (2000) - Rick basse sur 2 chansons

Various Artists
- Another Hair Of The Dog (A Tribute To Nazareth) (2001)

Various Artists
- The Boys Are Back * A Tribute To Thin Lizzy (2001) - Rick basse sur ''Don't Believe A Word

Concert for Steve Marriott
- Astoria Memorial Concert 2001 (2004) - DVD

The Parrish & Gurvitz Band
- The Parrish & Gurvitz Band (2006)